# Tarnówek (powiat gorzowski)
Tarnówek – osada w Polsce położona w województwie lubuskim, w powiecie gorzowskim, w gminie Witnica.
W latach 1975–1998 miejscowość położona była w województwie gorzowskim.

## Zabytki
Do wojewódzkiego rejestru zabytków wpisany jest zespół dworski z XVIII-XX wieku składający się z: dworu z przyległym parkiem i folwarku.